# Bamunari
Bamunari è una suddivisione dell'India, classificata come census town, di 6.913 abitanti, situata nel distretto di Hooghly, nello stato federato del Bengala Occidentale. In base al numero di abitanti la città rientra nella classe V (da 5.000 a 9.999 persone).

## Geografia fisica
La città è situata a 22° 40' 28 N e 88° 18' 60 E.

## Società

### Evoluzione demografica
Al censimento del 2001 la popolazione di Bamunari assommava a 6.913 persone, delle quali 3.612 maschi e 3.301 femmine. I bambini di età inferiore o uguale ai sei anni assommavano a 729, dei quali 388 maschi e 341 femmine. Infine, coloro che erano in grado di saper almeno leggere e scrivere erano 4.977, dei quali 2.748 maschi e 2.229 femmine.